# The Aurora Project
The Aurora Project is een Nederlandse band, die progressieve rock speelt.

## Biografie

### De beginjaren
The Aurora Project werd in 1998 gevormd in Katwijk (Nederland) door een groep muzikanten die elkaar leerden kennen via het spelen van Magic: The Gathering. De groep deelde naast een passie voor het voorgenoemde kaartspel ook een passie voor progressive rock & sympho, waaronder Rush, Dream Theater, Arena en Pallas, maar ook meer duistere metalbands als 3rd and the Mortal en My Dying Bride. De band schrijft haar muziek tijdens urenlange jamsessies en brengt enkel conceptalbums uit.

### Periode Unspoken Words
Hoewel reeds in 2000 opgenomen, brengt de band pas in 2005 hun debuutalbum Unspoken Words uit op label DVS Records. Het conceptalbum heeft als centrale thema “I feel, so I exist”. Naast de band zijn op de plaat ook een verhalenverteller, diverse gastmusici en een koor te beluisteren. Het album krijgt al snel prachtige recensies van de pers en de band wordt gepresenteerd als “promising new surprise”. Om het album te promoten spelen ze op grote prog-festivals, waaronder ProgPower Europe, Deichbrand en Symforce(013) en gaan ze op clubtour met Riverside, Vanden Plas en Pain of Salvation.

### Periode Shadow Border
In 2008 keert de band terug naar de studio om hun tweede album Shadow Border op te nemen. Het album bevat 7 tracks, waaronder de epische titeltrack van 17 minuten. Joost van den Broek, bekend van zijn werk voor Ayreon en After Forever, wordt getekend voor het opnemen en mixen. Het album wordt opgenomen in de beroemde Nederlandse Excess studio (Epica, Gorefest) en wordt gemasterd door de legendarische Bob Katz, die voor verschillende van zijn werken Grammy's heeft ontvangen. Het album wordt op 5 mei 2009 wereldwijd gereleased door het Amerikaanse label ‘The Laser's Edge’, welke ook verantwoordelijk was voor uitbrengen van albums van Riverside, Zero Hour en Knight Area. Om het album te promoten speelt de band onder andere samen met Threshold.

### Periode Selling The Aggression
The Aurora Project brengt haar derde album uit op 8 februari 2013, via het Nederlandse label Freia Music. Het album, getiteld "Selling The Aggression", is een 45 minuten durend conceptalbum, welke de veranderingen binnen de maatschappij beschrijft vanaf de introductie van een sociaal, collectieve bewustwording door middel van het internet, tot aan de formatie van de huidige wereldorde.
Het album is in de lente van 2012 opgenomen door Arno Dreef (“Westeinder Studio”) en is gemasterd door Darius van Helfteren (Amsterdam Mastering). De orkestraties, die op twee nummers te horen zijn, komen van de hand van Siddhartha Barnhoorn, een getalenteerd componist en goede vriend van de band.  
Het album kreeg wereldwijd lovende reviews en werd uitgeroepen tot "Album van het jaar 2013" door Sympho Shop Radio, de grootste progressieve rock-radiozender van Nederland.
Op 13 september 2013 kwam de eerste live-dvd van de band uit. Selling It Live bevat een live-registratie van het optreden dat de band op 8 februari gaf ter gelegenheid van de release van het album Selling The Aggression.

### Periode World of Grey
Na het overlijden van gitarist Marc Vooijs in september 2014 houdt de band een jaar reces. De overgebleven bandleden besluiten met zijn vijven door te gaan en zetten zich tot het schrijven van de sequel op het album Selling The Aggression. Het conceptalbum – getiteld World Of Grey – beschrijft de spanning tussen een gevestigde wereldorde en het volk, waarbij de laatste het onderspit zal delven. Middels afluisterpraktijken en restricties op gebied van media en internet wordt het volk op slinkse wijze de mond gesnoerd en vrijheid aan banden gelegd. Van democratie is geen sprake meer en een grijze deken van controle en onderdrukking daalt neer over de wereld. Het album is in september 2016 opgenomen door Arno Dreef (Westeinder Studio) en gemasterd door Darius van Helfteren (Amsterdam Mastering). De orkestraties op het album zijn gemaakt door Siddhartha Barnhoorn.

## Bezetting

### Huidige bandleden
- Dennis Binnekade – zanger
- Remco v.d. Berg – gitarist
- Marc Vooijs – gitarist (overleden 20 september 2014)
- Rob Krijgsman – bassist
- Mox 'Marcel' Guijt – toetsenist
- Joris Bol – drummer

## Discografie
- Unspoken Words (cd – 2005)
- Shadow Border (cd – 2009)
- Selling The Aggression (cd – 2013)
- Selling It Live (dvd – 2013)
- A Night To Remember (limited edition cd – 2015)
- World Of Grey (cd – 2016)
- grey_world_live (live cd – 2019)